# Hecamedoides belcastroi
Hecamedoides belcastroi är en tvåvingeart som beskrevs av Canzoneri och Rampini 1994. Hecamedoides belcastroi ingår i släktet Hecamedoides och familjen vattenflugor.
Artens utbredningsområde är Sierra Leone. Inga underarter finns listade i Catalogue of Life.